# Бенет Омалу
Бенет Омалу (Bennet Ifeakandu Omalu) е американски лекар от нигерийски произход, съдебен патолог и невропатолог.
Той е първият учен, открил и публикувал заключенията си за хронична травматична енцефалопатия (ХТР) чрез изследване на американски футболисти по време на работата му в областната морга в Питсбърг. По-късно става главен патолог в Сан Хоакин, Калифорния и едновременно с това професор в Университета на Калифорния, Дейвис, катедрата по медицинска патология и лабораторна медицина.

## Образование
Бенет Омалу започва начално училище на тригодишна възраст и на 16-годишна възраст е приет да следва медицина в Нигерийския университет. След като се дипломира с бакалавърска степен по медицина и хирургия през юни 1990 г., той завършва клиничен стаж. Търси възможности за стипендии в Съединените щати. За пръв път такава възможност му се отдава в Сиатъл, Вашингтон през 1994 г., където специализира епидемиология в Университета на Вашингтон. През 1995 г. напуска Сиатъл и заминава за Ню Йорк, където се присъединява към болницата в Харлем, Колумбийски университет и се включва в програмата за обучение по анатомична и клинична патология. След това се обучава като съдебен патолог в Питсбърг. Става особено заинтересован от невропатология.
Д-р Омалу има осем дипломи и сертификати. По-късно получава магистърска степен по обществено здраве и епидемиология през 2004 г. от университета на Питсбърг и магистърска степен по бизнес администрация в университета Карнеги Мелън през 2008 г.

## Медиите
Усилията на д-р Омалу да изучава и популяризира КТР при опозицията на НФЛ (Националната футболна лига) са описани в статия на списанието GQ през 2009 г. Статията по-късно е разширена в книга, „Сътресение“ (2015 г.), и адаптирана във филм със същото заглавие, където д-р Бенет Омалу е главният герой, изигран от Уил Смит.
Той е женен и има 2 деца. Става американски гражданин през 2015 г. 